# Січка
Сі́чка — дрібно нарізана солома або дрібно нарізане сіно, що йдуть на годівлю худобі. Приготовляють січку за допомогою спеціальної машини — січкарні.
Січка зі соломи зернових застосовується як добавка до корму великій рогатій худобі, вівцям, козам і коням. Для поліпшення завоюваності і смакових якостей січки її піддають спеціальній обробці: моченню, заварюванню, паруванню, дріжджуванню, амонізації, мелясуванню, вапнуванню чи заквашуванню.
Деякі комбайни під час збору зернових чи ріпаку подрібнюють солому (бадилля) на січку, що використовується як мульча або приорюється плугом.
Січка з соломи чи очерету використовувалася як добавка для глини при саманному чи мазанковому будівництві.

## Інше
Січкою також називаються подрібнені зерна, крупи.